# NGC 3074
NGC 3074 je galaksija u zviježđu Malom lavu.

## Vanjske poveznice
- SEDS: NGC 3074